# 沈志刚
沈志刚（1959年12月—），河北邢台人，汉族，中华人民共和国政治人物、全国人民代表大会上海地区代表。
毕业于慕尼黑国防大学流体力学专业，加入中国民主同盟，担任民盟上海市委专职副主委。2008年起担任全国人大代表。2013年，被选为全国人大代表。